# Caio Cláudio Centão
Caio Cláudio Centão (em latim: Caius Claudius Appius Centho) foi um político da gente Cláudia da República Romana eleito cônsul em 240 a.C. com Marco Semprônio Tuditano. Foi nomeado ditador em 213 a.C. Era o terceiro filho de Ápio Cláudio Cego, cônsul em 307 e 296 a.C., e pai de Ápio Cláudio Cáudice, cônsul em 264 a.C.

## Consulado (240 a.C.)
Caio Cláudio foi eleito cônsul em 240 a.C. com Marco Semprônio Tuditano, o primeiro ano depois do final da Primeira Guerra Púnica e para o qual não há registro de feitos importantes.

## Censor (225 a.C.)
Foi eleito censor 225 a.C. com Marco Júnio Pera.

## Segunda Guerra Púnica
Cláudio Centão foi interrex em 217 a.C.

## Ditador (213 a.C.)
Lívio conta que um dos cônsules em 213 a.C., Tibério Sempônio Graco, nomeou-o ditador comitiorum habendorum causa, com o objetivo de convocar a Assembleia das centúrias daquele ano para eleger os novos cônsules, evitando assim que os cônsules tivessem que ser reconvocados da frente de batalha da guerra em curso contra Aníbal. Cláudio Centão nomeou como seu mestre da cavalaria (magister equitum) Quinto Flávio Flaco. Terminada a assembleia, renunciou.